# Valamennyi asszony
A Valamennyi asszony (För att inte tala om alla dessa kvinnor) 1964-ben bemutatott Ingmar Bergman rendezésében készült svéd vígjáték. A nagy sikerű Egy nyári éj mosolya mellett a film a Bergman által jegyzett kevés komédia közé tartozik. Továbbá a Valamennyi asszony volt a svéd rendező első színesben forgatott produkciója.

## Cselekmény

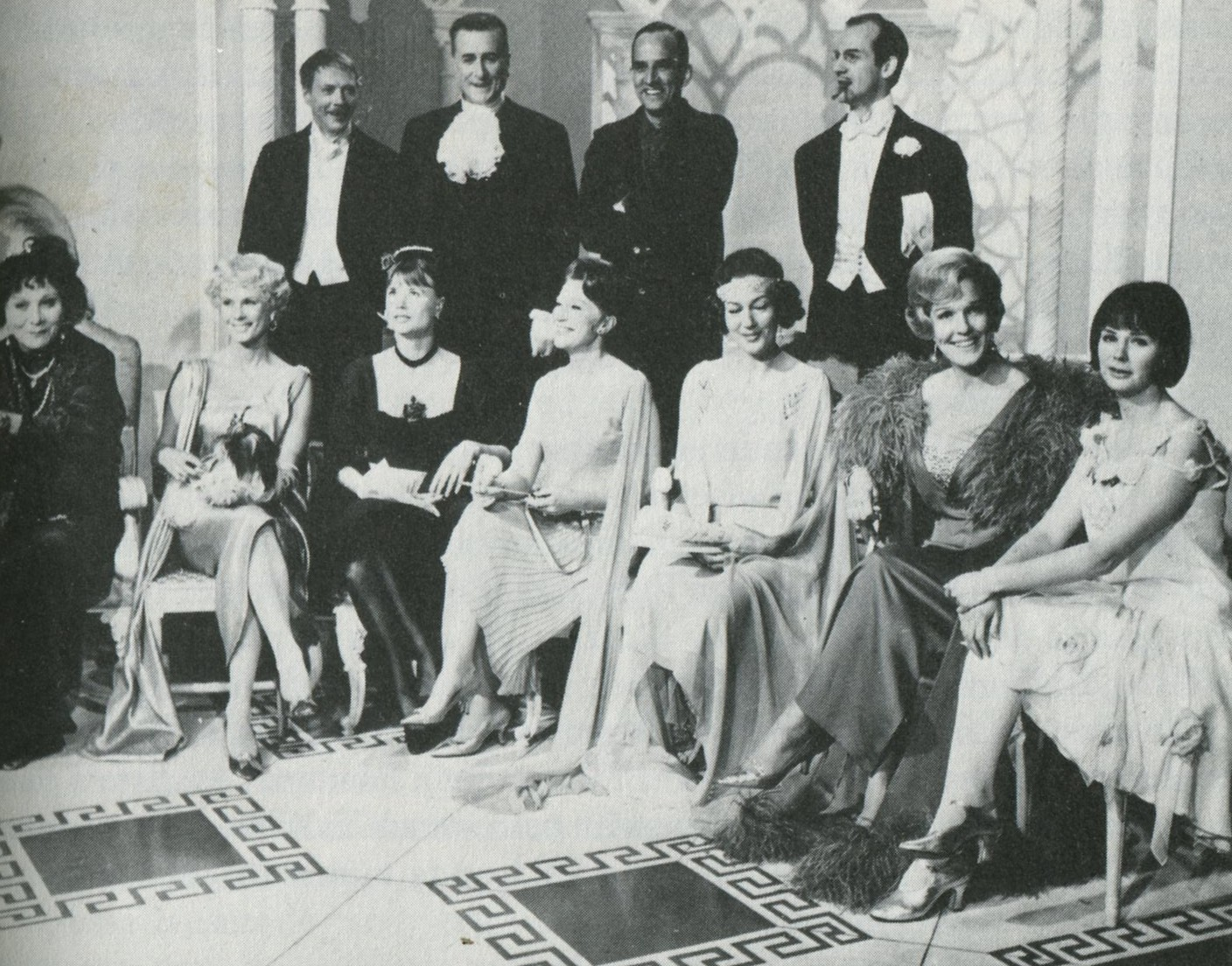
Csoportkép a forgatáson, férfiak: Allan Edwall, Georg Funkquist, Ingmar Bergman és Jarl Kulle, nők: Karin Kavli, Bibi Andersson, Harriet Andersson, Gertrud Fridh, Barbro Hiort af Ornäs, Eva Dahlbeck és Mona Malm

## Szereposztás
| Színész               | Karakter       |
| --------------------- | -------------- |
| Bibi Andersson        | Humlan         |
| Harriet Andersson     | Isolde         |
| Eva Dahlbeck          | Adelaide       |
| Jarl Kulle            | Cornelius      |
| Allan Edwall          | Jillker        |
| Gertrud Fridh         | Traviata       |
| Barbro Hiort af Ornäs | Beatrica       |
| Karin Kavli           | Madame Tussaud |
| Mona Malm             | Cecilia        |
| Georg Funquist        | Tristan        |

## Fordítás
- Ez a szócikk részben vagy egészben  az   All_These_Women című angol Wikipédia-szócikk fordításán alapul.  Az eredeti cikk szerkesztőit annak laptörténete sorolja fel. Ez a jelzés csupán a megfogalmazás eredetét és a szerzői jogokat jelzi, nem szolgál a cikkben szereplő információk forrásmegjelöléseként.